# Kalcenkî, Bilopillea
Kalcenkî (în ucraineană Кальченки) este localitatea de reședință a comunei Kalcenkî din raionul Bilopillea, regiunea Sumî, Ucraina.

## Demografie
Componența lingvistică a localității Kalcenkî
     Ucraineană (96,28%)
     Rusă (3,35%)
     Alte limbi (0,37%)
Conform recensământului din 2001, majoritatea populației localității Kalcenkî era vorbitoare de ucraineană (96,28%), existând în minoritate și vorbitori de rusă (3,35%).